# تئوبرتو مالر

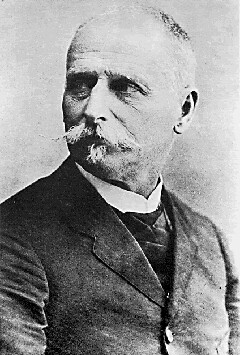
پرترهٔ تئوبرتو مالر، حدود ۱۹۱۰ میلادی

تئوبرت مالر (Teobert Maler)، بعدها تئوبرتو (Teoberto) (زادهٔ ۱۲ ژانویه ۱۸۴۲ – درگذشتهٔ ۲۲ نوامبر۱۹۱۷) کاوشگری بود که تمام تلاش خود را صرف مستندنگاری ویرانه‌های تمدن مایا کرد.

## زندگی‌نامه
تئوبرت مالر از والدینی آلمانی و در شهر رم متولد شد. پدرش دیپلمات ایالت دوک‌نشین بادن بود. مالر در شهر کارلسروهه در رشتهٔ معماری و مهندسی تحصیل کرد، سپس در سن ۲۱ سالگی به وین رفت، جایی که نزد معمار، هاینریش فون فرستل مشغول به کار و شهروندی اتریشی شد.
او مشتاق به دیدن بیشتر دنیا بود و به عنوان سرباز با امپراتور ماکسیمیلیان به مکزیک رفت. او از دانشجوی افسری به درجهٔ فرماندهی رسید. مالر پس از آنکه تسلیم نیروهای جمهوری‌خواه مکزیک شد، ترجیح داد به جای تبعید به اروپا در مکزیک بماند. بعدها مالر تابعیت مکزیک را گرفت و نام کوچک خود را به «تئوبرتو» تغییر داد که در زبان اسپانیایی راحت‌تر تلفظ می‌شد.
مالر به عکاسی و آثار باستانی آمریکای میانه علاقه‌مند بود. در سال ۱۸۷۶، او عکس‌های دقیقی از بناهای میتلا گرفت. تابستان سال بعد، او به سن کریستوبال دی لاس کساس نقل مکان نمود و در ژوئیه به دیدن ویرانه‌های پالنکه رفت. در حالی که تا آن زمان، چندین گزارش از آن محل منتشر شده بود، با وجود این، بازدید چندانی از آنجا صورت نگرفت و مالر مجبور شد با استخدام گروهی از بومیان محلی، به کمک ساطور و قمه، راهی به سمت ویرانه‌ها باز کند. او یک هفته در پالنکه به طراحی، اندازه‌گیری و عکس‌برداری از محل مشغول بود و متوجه شد که گزارش‌های منتشر شدهٔ پیشین ناکافی و بیشتر بازدیدکنندگان قبلی، توضیحات‌شان را تنها به بخشی از ساختمان‌های قابل رؤیت در آنجا محدود کرده بودند. زمانی که مالر آنجا بود، بازدیدکنندهٔ دیگری به نام گوستاو برنولی، که گیاه‌شناسی، سوئیسی بود نیز به آنجا آمد. او هم به مکان‌های تاریخی مایا علاقه‌مند و اخیراً از تیکال بازدید کرده بود. برنولی ظن مالر را تأیید کرد که برای مستندنگاری ویرانه‌های این منطقه باید کارهای زیادی صورت بگیرد.
در بهار سال ۱۸۷۸، مالر مجبور شد به اروپا بازگردد تا به املاک پدرش که درگیر مشکلات حقوقی مهمی شده بود، رسیدگی کند. در حالی که وکلایی که استخدام کرده بود، به این قضیه رسیدگی می‌کردند، مالر در پاریس ساکن بود، جایی که دربارهٔ آثار باستانی مکزیک سخنرانی و همهٔ مطالب مربوط به آمریکای میانه را که در شهر پیدا می‌شد، مطالعه می‌کرد. در سال ۱۸۸۴، مشکل املاک برطرف شد و به مالر ثروت اندکی رسید، او به مکزیک بازگشت تا خود را وقف بررسی و مطالعهٔ مایا کند.
او در ایالت یوکاتان و در خانه‌ای کوچک در شهر تیکول ساکن شد، در آنجا یک استودیوی عکاسی راه انداخت و به یادگیری زبان مایایی مشغول شد. هرچند، بیشتر زمان خود را به همراه چند فرد مایایی در جنگل‌ها می‌گذراند و آن‌ها به او در پاکسازی جنگل از خرابه‌ها و حمل تجهیزات عکاسی کمک می‌کردند. او شروع به بازدید از مکان‌های اصلی که قبلاً شناخته شده بودند، مانند چیچن ایتزا و اوکسمال کرد، با شوق و ذوق، تمام سرنخ‌ها را دنبال کرد و اولین فردی شد که بسیاری از ویرانه‌های جدید را ثبت کرده‌است. او به مدت ۳ ماه در ویرانه‌های چیچن زندگی کرد و آنجا را بسیار کامل‌تر از بازدیدکنندگان پیشین مستند کرد.
در طی سال‌های بعد، مالر همچنین دربارهٔ بسیاری از مکان‌های دورافتاده در منطقهٔ ال پتن در گواتمالا و در امتداد مسیر رودخانهٔ یوسیوماسینتا کاوش‌هایی را انجام داد.
مالر از روال رایج آن زمان در قرن نوزدهم، که عتیقه‌شناسان و باستان‌شناسان، مجسمه‌های جالب را از مکان‌های تاریخی برداشته و به شهرهای اروپا یا آمریکای شمالی می‌فرستادند، بیزار بود. مالر در یادداشت‌هایش به آسیب‌هایی که این کار به بناها وارد می‌کرد، اشاره کرده بود. او به این باور رسیده بود که بناها باید دست نخورده حفظ شوند و به‌طور مکرر پیشنهاد خود را برای دولت مکزیک می‌فرستاد. امروزه، دیدگاه مالر را فراتر از زمانهٔ خودش می‌دانند.
مالر به اهمیت انتشار پژوهش‌های خود، آگاه بود، اما نتایج چندان موفقی نداشت. مؤسسهٔ پی‌بادی دانشگاه هاروارد ترتیبی داد تا گزارش‌های او از سال ۱۸۹۸ منتشر شود. نتیجهٔ کار شامل مجموعه‌ای از کتاب‌های با اهمیت بود، اما رابطهٔ میان مالر و مؤسسهٔ پی‌بادی شکرآب شد. مالر اصرار داشت که کتاب‌ها نسبت به آنچه ویراستاران پی‌بادی لحاظ کرده بودند، حاوی جزئیات و تصاویر دقیق‌تری باشند، تماس و ارتباط با مالر دشوار بود، زیرا او اغلب برای کاوش‌های جدید به جنگل‌ها می‌رفت و تا ماه‌ها نمی‌توانستند برای بازنویسی و تصحیح کتاب‌ها به او دسترسی داشته باشند. در سال ۱۹۰۹، مؤسسهٔ پی‌بادی به قرارداد خود با مالر خاتمه داد، اگرچه تا سال ۱۹۱۲ طول کشید تا انتشار مطالبی که آن‌ها از او پذیرفته بودند، به پایان برسند. این کتاب‌ها همچنان منابعی مهم در مطالعات مایا هستند.
در سال ۱۹۰۵، مالر به کاوش‌های طاقت‌فرسا و حضوری خود در جنگل‌ها پایان داد و به خانهٔ خود در مریدا، یوکاتان بازگشت.
در سال ۱۹۱۰، مالر به امید یافتن حامیانی برای انتشار گزارش‌هایش به اروپا سفر کرد، اما هیچ موفقیتی به جز فروش تعدادی از عکس‌هایش به کتابخانهٔ ملی فرانسه در پاریس نداشت.
تئوبرتو مالر در سال‌های آخر عمر تا حدی به عنوان فردی مردم گریز شناخته می‌شد. ظاهراً مالر سرمایه‌اش را به دلیل سرمایه‌گذاری‌های نامناسب و بحران اقتصادی سال ۱۹۰۷ در یوکاتان، از دست داد. او با فروش نسخه‌هایی از عکس‌های خود به گردشگران و باستان‌شناسان جوان و ایراد سخنرانی دربارهٔ هنر و معماری مایا در مدارس هنرهای زیبای مریدا، امرار معاش می‌کرد. مالر در ۷۵ سالگی در مریدا درگذشت.
بسیاری از گزارش‌های مالر پس از مرگش، تعدادی از آن‌ها در دههٔ ۱۹۳۰ و بیشتر آن‌ها در دهه‌های ۱۹۷۰ و ۱۹۹۰ منتشر شدند.